# MCAT
MCAT(Medical College Admission Test)는 미국 대학 졸업자들이 의과대학원에 입학하기 위해 치르는 시험이다. 시험과목으로는 2012~2013년까지 생물, 물리, 화학, 유기화학, 읽기(Reading) 5개 분야를 기반으로 한 3가지 시험을 치르고, 점수가 반영되지 않는 선택과제(생화학, 사회)가 포함되어 있다. (선택과목은 시험자 본인의 선택을 따른다.) 2014년부터 생화학, 사회과학, 논리 문제 등이 추가될 예정이다. 시험은 오전 8시에서 오후 6시경까지이며 중간에 휴식시간과 점심시간이 있다.

## 같이 보기
- MEET